# Бовесиа

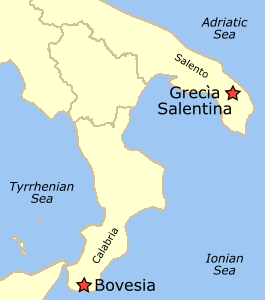
Карта расположения районов с греко-говорящим населением Grecia Salentina и Bovesia

Бовесиа, известная также и как Grecìa Calabra (Калабрийская Греция) — один из двух оставшихся грекоязычных (Грико) регионов Южной Италии.
Другим грекоязычным регионом является Салентийская Греция.
Бовесия расположена на крайнем юге Калабрии, около Реджо-ди-Калабрия , и состоит из девяти сёл. Её население значительно меньше Салентийской Греции.

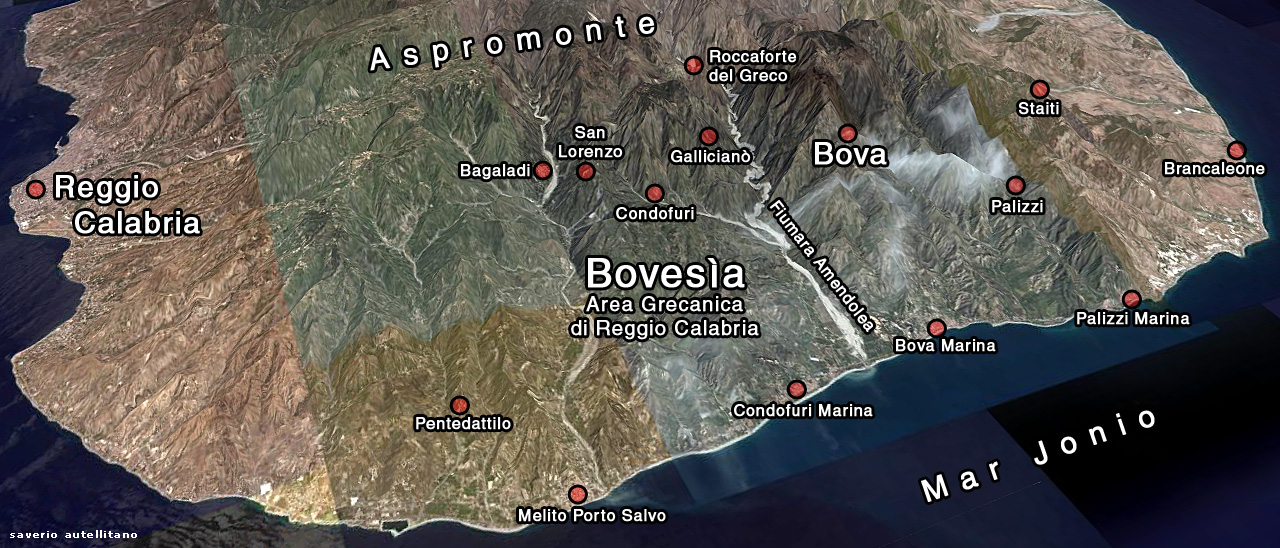
Бовесиа — грекоязычный регион Реджо-ди-Калабрия

Сёла Калабрийской Греции:
Бова и Бова-Марина (3870 жителей),
Палицци и Palizzi Marina,
Кондофури, Gallicianò и Amendolea,
Роккафорте-дель-Греко ,
Рогуди и Roghudi Nuovo